# Mouvement des radicaux de gauche (Sénégal)
Pour les articles homonymes, voir Mouvement des radicaux de gauche.
Le Mouvement des radicaux de gauche (MRG) est un parti politique sénégalais, dirigé par Mamadou Bana Wagué.

## Histoire
Le MRG est créé officiellement le 16 mars 2004.
Lors de l'élection présidentielle de 2007, il fait partie de la Coalition Jubbanti Senegal qui se proposait de porter Abdoulaye Bathily au pouvoir.
Après avoir rejoint la Coalition populaire pour l'alternative (CPA) le 2 avril 2006, c'est l'un des partis qui ont finalement donné un mot d'ordre de boycott lors des élections législatives de 2007.

## Orientation
C'est un parti de gauche.

## Organisation
Le siège du parti se trouve à Parcelles Assainies (Dakar).